# Indian Lake (Ohio)
Der Indian Lake ist ein See im Logan County im US-Bundesstaat Ohio. Er liegt im 3 km² großen Indian Lake State Park. Der See selbst hat eine Fläche von 23 km². Im Winter kann man auf dem See eislaufen. Am See gibt es 43 Campingplätze ohne und 416 mit Strom. Im See liegen die Inseln Seminole Island, Orchard Island und Shawnee Island.